# Itame teknaria
Itame teknaria är en fjärilsart som beskrevs av Alessandra Rung och Powell 1942. Itame teknaria ingår i släktet Itame och familjen mätare. Inga underarter finns listade i Catalogue of Life.